# Фрегаты типа «Леопард»
Фрегаты типа «Леопард» (фрегаты типа 41) — серия фрегатов противовоздушной обороны, построенных для Королевского флота (4 корабля) и ВМС Индии (3 корабля) в 1950-х годах.
Фрегаты тип 41 вместе с их вариантом для наведения самолётов (фрегаты типа «Солсбери», тип 61) стали первыми в Королевском флоте кораблями с дизельной силовой установкой. Применение дизелей сулило большую дальность плавания, низкое потребление топлива, сокращённый экипаж (меньшая потребность в квалифицированном персонале) и более простую конструкцию.
Несмотря на то, что эти ожидания оправдались, совершенствование традиционной технологии паровых турбин стёрло преимущество дизельных силовых установок в экономии топлива и привело к сокращению производства дизельных фрегатов в пользу фрегата типа 12, похожего по общей конструкции, но имевшего турбины.

## Конструкция
Эти корабли предназначались для противовоздушной обороны конвоев и десантных групп, а также в качестве лёгких эсминцев при выполнении самостоятельных задач. Фрегаты не предназначались для сопровождения оперативных авианосных групп, скорость которых обычно составляла более 28 узлов, поэтому скорость фрегатов не превышала 24 узлов. Планы строительства таких кораблей возникли в конце Второй мировой войны и сразу после неё как часть проекта 1945 года по созданию фрегатов ПЛО, ПВО и радиолокационного дозора, которые должны были иметь одинаковый корпус и силовую установку. Проектирование фрегата типа 41 было завершено в декабре 1947 года.
Так же как австралийский вариант эсминца типа «Бэттл» 1950 года (на самом деле это был вариант для Королевского флота, предназначенный для массового производства в чрезвычайных ситуациях) и не пошедший в производство двухбашенный эсминец типа G 1942 года, на который по конструкции корпуса очень похож эскортный корабль 1944 года (верфи, на которых строились фрегаты типа 41, например Dennys Glasgow, были обеспечены полной документацией на корабли типа Gallant 1944 года), фрегаты типа 41 «Леопард» были вооружены новейшими сдвоенными башнями Mk6 с полуавтоматическими орудиями калибра 114 мм. Это означало, что, в отличие от других послевоенных фрегатов, тип 41 имел полное вооружение эсминца из двух башен Mk6 со сдвоенными 114-мм орудиями, что давало этому типу фрегатов более мощное вооружение в сравнении с эсминцами типов «Бэттл» или Weapon.

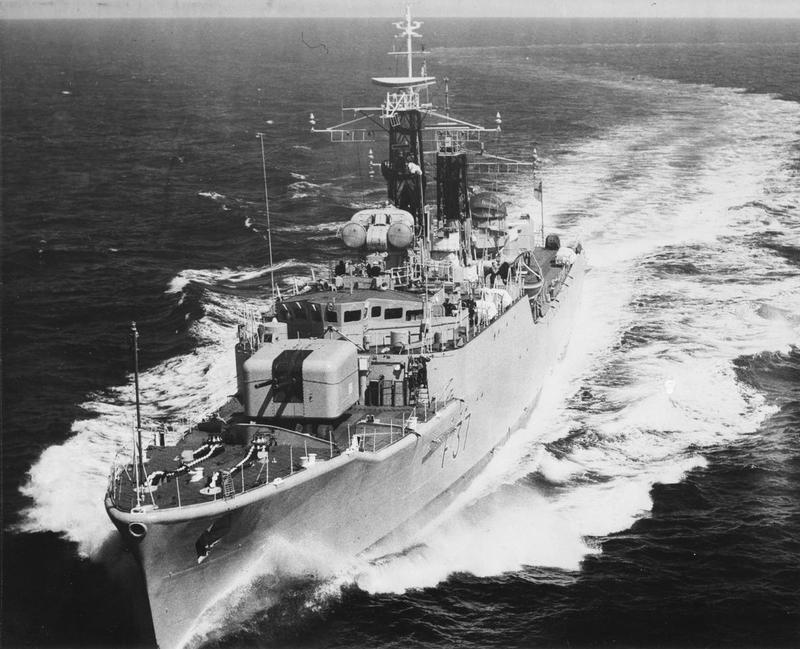
«Ягуар» в пути

Первые производственные заказы появились в кораблестроительных программах 1951/2 и 1952/3 годов. В 1953 году были запланированы одиннадцать дополнительных фрегатов типа 41, также с «кошачьими» именами, такими как Cougar и Cheetah, вместе с десятью фрегатами типа 61 («Солсбери»), с которыми они имели одинаковый корпус и механизмы.
В отличие от фрегатов типа 61, радарная установка фрегатов типа 41 имела дополнительную возможность обнаруживать надводные цели, в то время как радарная установка фрегатов радиолокационного дозора (AD, Aircraft Direction) типа 61 была на первоначальном этапе в значительной степени идентична модернизированному крейсеру AD «Royalist» типа Dido. На «Леопарде» был установлен новый навигационный радар Type 992 для дальнего обнаружения надводных целей и Type 960M для дальнего воздушного предупреждения; тип 61 имел четыре специализированные системы типов 293, 977М, 960М и 982М.
Предполагаемая версия ПЛО, Type 11 (см. Систему типов Королевского флота), была отменена, поскольку их максимальная скорость 24 узла была недостаточной для сопровождения оперативных групп быстрых авианосцев, в частности флагмана HMS Eagle, введенного в эксплуатацию в 1951 году. Однако на практике фрегаты и эсминцы, движущиеся со скоростью более 25 узлов, создавали турбулентность, которая затрудняла использование их собственных гидролокаторов, и могли поражать быстро движущиеся подводные лодки только с помощью вертолета с собственным гидролокатором. Таким образом, Type 41 по-прежнему оснащались лучшими английскими гидролокаторами конца 1950-х годов типов 170 и 174 (которые оставались хорошими пассивными гидролокаторами до 1970-х годов), но были оснащены лишь минимальной батареей противолодочных бомбомётов.
Благодаря низкому расходу топлива своей дизельной силовой установки Type 41 обладал большой дальностью плавания. Всего на кораблях было двенадцать дизельных двигателей Admiralty Standard Range Mk.1 (ASR1), расположенных по четыре в трех машинных отделениях. В носовом и кормовом машинных отделениях два двигателя были соединены с приводными валами гидромуфтами и редукторами, а два других не были связаны с валами, а приводили в движение генераторы мощностью 360 кВт для обеспечения электроэнергией. В центральном машинном отделении все четыре двигателя соединялись с валами. Jaguar был оснащен гребными винтами регулируемого шага. Первоначально дизельные двигатели оказались несколько ненадежными, но постепенно эти проблемы были преодолены, и надежность в конечном итоге стала удовлетворительной.
Тип Leopard также был оснащен системой гидравлической стабилизации раннего типа, состоящей из двух стабилизаторов, которые можно было выдвигать за пределы основного корпуса с левого и правого борта из отсека между двумя машинными отделениями. Гироскопы с относительно простой системой управления оказались очень эффективными в использовании. Во время испытаний каждые три месяца в море корабль был легко управляем при качке 20+° с помощью ручного управления на мостике. Перед проведением испытаний необходимо было делать предварительное предупреждение по корабельной системе оповещения о фиксации незакрепленных предметов. При использовании было замечено небольшое снижение максимальной скорости.
К 1955 году в результате серьёзных усилий был достигнут успех в разработке новых паровых турбин, обеспечивающих скорость в 30 узлов и трансатлантическую дальность плавания для сопровождения конвоев. Этими двигателями оснащались фрегаты типа 12 («Уитби»). В результате заказы на новые дизель-электрические фрегаты были отменены, заменены заказами на Type 12 или проданы Индии.
В конце 1950-х годов, спустя нескольких лет после введения в строй первых фрегатов типа 41, они уже считались устаревшими в качестве кораблей ПВО, хотя противовоздушная оборона была их главной задачей. В январе 1955 года было решено отказаться от запланированной замены 114-мм орудий на 76-мм/70 зенитные из-за их высокой стоимости и распространённого убеждения, что зенитные орудия устарели по сравнению с реактивной авиацией и ракетными комплексами. Попытка модернизации спаренных 114-мм орудий с целью увеличения скорострельности с 14 до 24 выстрелов в минуту не удалась. Замена ненадежной 40-мм артиллерийской установки STAAG Bofors ракетами класса «поверхность-воздух» Seacat была отменена по экономическим причинам, и в конечном итоге эти орудия были заменены одной пушкой Bofors с ручным управлением. Также отказались от замены экспериментального варианта быстровращающегося локатора целеуказания типа 992 на более медленный стандартный 993. Лишь РЛС малой дальности типа 262 MRS1 обеспечивала вспомогательное управление зенитным огнём основных орудий.

## Служба

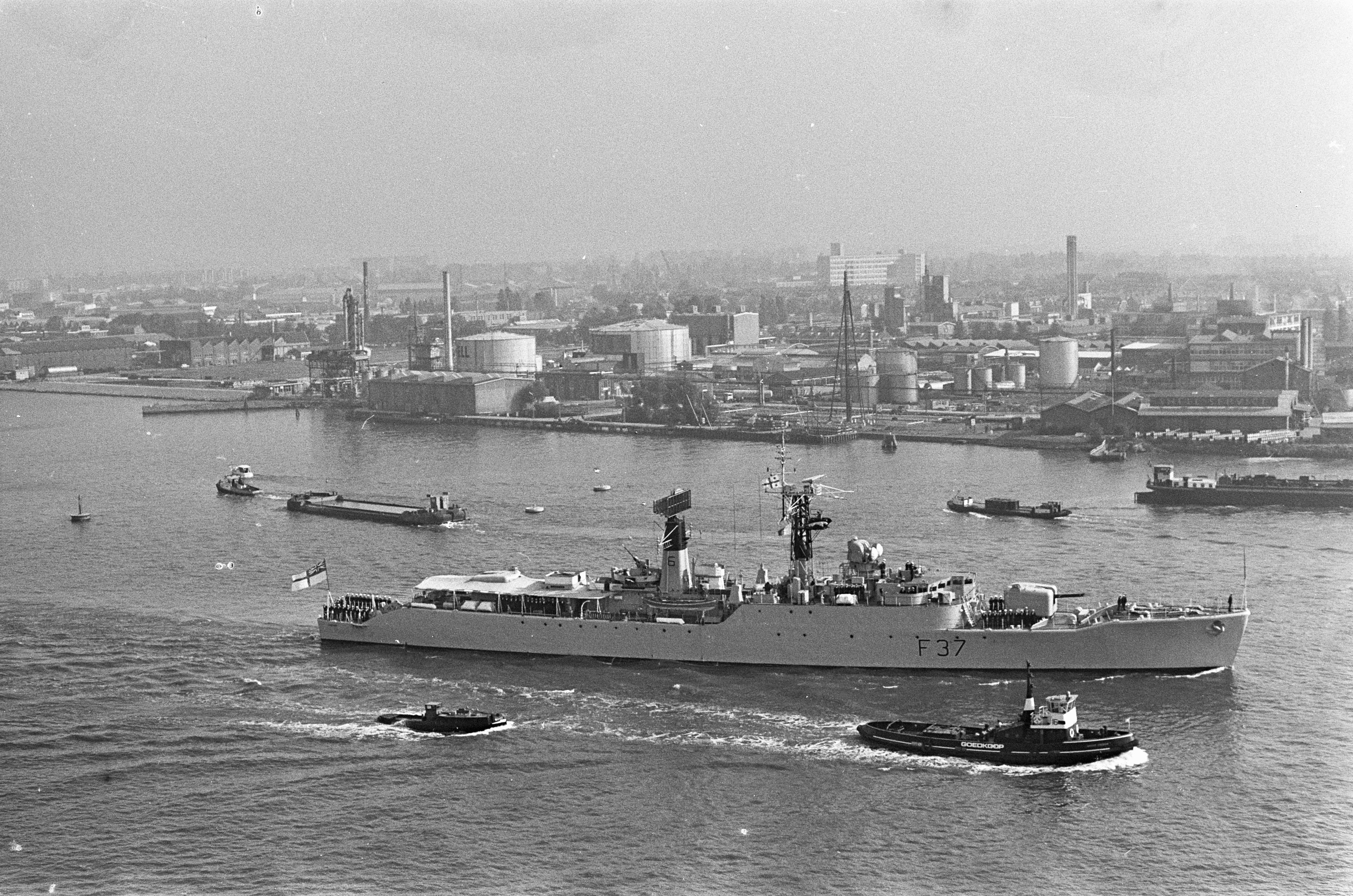
«Ягуар» в Амстердаме, 1968 год

Фрегаты типа Leopard использовались в основном в качестве патрульных фрегатов, особенно на южноамериканской базе, где большая дальность плавания и внешний вид эсминца были особенно важны. Работая с базы ВМФ Саймонстаун в Южной Африке, они частично заменили крейсера типа Dido HMS Euryalus и Cleopatra, которые обычно использовались для выполнения этих задач в 1946—1954 гг. Была надежда, что пары фрегатов типа 41 с четырьмя спаренными 114-мм орудиями будет достаточно для сдерживания одиночного советского крейсера типа «Свердлов», одной из задач которого, по мнению британской военно-морской разведки, была угроза торговым путям из Буэнос-Айреса в Британию. Позже фрегаты широко использовались на Дальнем Востоке во время конфронтации 1963-68 годов с Индонезией из-за Борнео и Малайзии, для чего эти корабли с полностью артиллерийским вооружением снова хорошо подходили. В 1970-х фрегаты несли службу во время тесковых войн.
В 1972 году было решено больше не переоборудовать HMS Puma, поскольку приобретение фрегата Black Star, заказанного Ганой, и ввод его в эксплуатацию как HMS Mermaid обошлось дешевле, чем ремонт. Последней миссией HMS Leopard было участие в тресковой войне 1975—1976 годов, где он противостоял исландским канонерским лодкам. HMS Lynx был последним действующим кораблем этого типа и участвовал в смотре флота в Спитхеде в 1977 году. HMS Jaguar был реактивирован из резервной эскадры во время третьей тресковой войны, но дал течь во время перехода в Исландию и вернулся в Чатем.
HMS Jaguar и HMS Lynx были проданы ВМС Бангладеш в 1978 году и марте 1982 года соответственно. Будь эти фрегаты по-прежнему в составе Королевского флота — они бы идеально подошли для артиллерийской поддержки и противовоздушной обороны кораблей, разгружавшихся в Сан-Карлос-Уотер во время Фолклендской войны. Эсминцы и фрегаты, остававшиеся на вооружении Королевского флота в 1982 году, имели только одну орудийную башню, новые 114-мм Mk.8 часто заклинивали, а корабли со спаренными 114-мм башнями Mk.6 (на каждую башню требовалось 40-45 человек), редко проводили даже испытательные стрельбы. Как бы то ни было, ВМС Бангладеш сочли фрегаты типа Leopard удовлетворительными, и корабли прослужили там до 2013 года.

## Строительная программа
| Вымпел | Название                             | (a) Верфь (b) Механизмы | Заказан              | Начат                | Спущен                | Принят заказчиком  | Введён в строй        | Стоимость постройки | Судьба |
| ------ | ------------------------------------ | --- | -------------------- | -------------------- | --------------------- | ------------------ | --------------------- | ------------------- | --- |
| F14    | HMS Leopard                          | (a) Королевская верфь, Портсмут (b) Vickers Armstrong (Engineers) Ltd, Барроу-ин-Фернесс (b) Peter Brotherhood Limited, Питерборо | 21 августа 1951 года | 25 марта 1953 года   | 23 мая 1955 года      | декабрь 1958 года  | 30 сентября 1958 года | 3 545 000 фунтов    | Окончательно списан 12 декабря 1975 года. Разобран в 1977 году                                                    |
| F27    | HMS Lynx                             | (a) John Brown and Co Ltd, Клайдбенк (b) Crossley Brothers Ltd, Манчестер (b) British Polar Engines Ltd, Глазго                   | 28 июня 1951 года    | 13 августа 1953 года | 12 января 1955 года   | 14 марта 1957 года | 14 марта 1957 года    | 2 720 000 фунтов    | Продан Бангладеш 12 марта 1982 года, переименован в BNS Abu Bakr. Списан 22 января 2013 года.                     |
| F34    | HMS Puma                             | (a) Scotts Shipbuilding and Engineering Co Ltd, Гринок (b) Королевская верфь, Чатэм (b) British Polar Engines Ltd, Глазго         | 28 июня 1951 года    | 16 ноября 1953 года  | 30 июня 1954 года     | апрель 1957 года   | 27 апреля 1957 года   | 2 914 000 фунтов    | Списан в июне 1972 года. Разобран в 1976 году.                                                                    |
| F37    | HMS Jaguar                           | (a) Wm Denny Bros Ltd, Дамбартон (b) Crossley Bros Ltd, Манчестер                                                                 | 28 июня 1951 года    | 2 ноября 1953 года   | 20 июля 1957 года     | декабрь 1959 года  | 12 декабря 1959 года  | 3 772 000 фунтов    | Продан Бангладеш 6 июля 1978 года за 2 миллиона фунтов, переименован в BNS Ali Haider. Списан 22 января 2013 года |
| F34    | INS Brahmaputra (бывший HMS Panther) | (a) John Brown and Co Ltd, Клайдбэнк                                                                                              | 1954                 | 20 октября 1955 года | 13 марта 1957 года    |                    | 31 марта 1958 года    |                     | Заказан как HMS Panther, однако передан Индии в 1953 году. Списан 30 июня 1986 года. Разобран в 1986 году.        |
| F37    | INS Beas                             | (a) Vickers Armstrongs (Shipbuilders) Ltd, Ньюкасл-апон-Тайн                                                                      | 1954                 | 29 ноября 1956 года  | 9 октября 1958 года   |                    | 24 мая 1960 года      |                     | Списан 22 декабря 1992 года. Разобран в 1992 году.                                                                |
| F38    | INS Betwa                            | (a) Vickers Armstrongs (Shipbuilders) Ltd, Ньюкасл-апон-Тайн                                                                      | 1954 год             | 29 мая 1957 года     | 15 сентября 1959 года |                    | 8 декабря 1960 года   |                     | Списан 31 декабря 1991 года. Разобран в 1988 году.                                                                |

Пятый корабль Королевского флота HMS Panther закладывали дважды. Первый был передан Индии в 1953 году перед закладкой, а корабль, планировавшийся ему на замену, был отменён в 1957 году до закладки.